# كينجي كاواي
كينجي كاواي (川井憲次 كاواي كينجي) هو ملحن ياباني ولد في 23 أبريل 1957 في شيناغاوا، طوكيو.

## دراسته
تخرج من جامعة توكاي.

## أعماله في السينما اليابانية
- النظارات الحمراء
- مذكرة الموت
- ديث نوت: ذا لاست نيم
- إل: تشينج ذا وورلد
- ذا نكست جينيريشن باتليبر
- فيلم ألترامان زيرو: المعركة الحاسمة الخارقة! إمبراطورية بيليال المجرية
- دماء الثلج (2001)

## أعماله في السينما الشرقية
- مدونة القطب الجنوبي
- بوابة التنين والنمر
- ييب مان
- ييب مان 2

## أعماله في الدراما اليابانية
- زجاجة كلاين
- هانا مويو
- كل شيء يصبح أف
- ساموراي كود

## أعماله في التوكوساتسو
- ألترامان نكسس
- هيكونين سنتاي أكيبارينجر
- هيكونين سنتاي أكيبارينجر سيزن تسو
- ألترامان جيد
- كامن رايدر بيلد

## أعماله في الأفلام الوثائقية
- أبوكاليبس: الحرب العالمية الثانية

## أعماله في الأنمي

### مسلسلات أنمي تلفزيونية
- رانما ½ (بالتعاون مع هيديهارو موري و أكيهيسا ماتسوؤرا)
- فيت/ستاي نايت
- عندما تبكي حشرة الليل
- عندما تبكي حشرة الليل: الحل
- عندما تبكي حشرة الليل: الكارما
- البدلة المتنقلة جاندام 00
- أنا وأخي
- مصاصة الدماء ميو
- رايف ماستر
- كوركتر يوي
- الشرطي المتنقل باتليبر
- ميزون إيكوكو
- تايلر القائد المستهتر
- داي جارد (بالتعاون مع كوهي تاناكا)
- باكوريتسو هنتر
- بلو سيد
- سيري نو موريبيتو
- ستارشيب أوبيريترز
- جوسينشي جالكيفا
- عدن الشرق
- جينكي إكستند
- أوتوغي زوشي (فصل طوكيو)
- جانباريد مارتش
- كوروغاني كوميونيكيشن
- i-wish you were here-
- يوفو برنسس فالكيري
- حكاية الرياح
- المحارب الساحر لوي
- الملك القاهر ترايزينون
- باراكامون
- وورلد تريغر
- خليلة (مؤقتة)
- الوميض الأحمر زيليون
- كل شيء يصبح أف
- واكابا جيرل
- موب سايكو 100
- موب سايكو 100 II
- لعبة الجوكر
- سيرفامب
- كاراكوري كينغودين موساشي لورد
- توكين رانبو: هانامارو
- توكين رانبو: هانامارو: الموسم الثاني
- شريطة هيمي تشان (بالتعاون مع غو سوزوكي و بروجكت مونلايت كافيه)
- ياتو أنشين! أوتشو ريوكو
- أعمال الريوؤو!
- مدينة الإبادة
- نو غانز لايف
- فلادلاف

### أوفا أنمي
- كوزموس بينك شوك
- دراغون فيست
- إيكسر جيرل إيكسيليون
- أوفا رانما ½
- أنت رهن الأعتقال
- عندما تبكي حشرة الليل: الامتنان
- عندما تبكي حشرة الليل: البريق (بالتعاون مع توموكي كيكويا)
- عندما تبكي حشرة الليل: الامتداد
- خرافة الظلام
- مصاصة الدماء ميو
- ديفلمان: الولادة
- ديفلمان: العفريت الطائر سيرين
- تشيبي كارا ناجاي جو وورلد
- برنسس مينيرفا

### أفلام أنمي
- الشرطي المتنقل باتليبر
- رانما ½: معركة مخالفة القوانين
- رانما ½: فريق رانما ضد الفنيق الأسطوري (بالتعاون مع أكيهيسا ماتسوؤرا)
- الفرقة المتنقلة المدرعة
- الفرقة المتنقلة المدرعة 2: إينوسنس
- أنت رهن الاعتقال
- سكاي كرولر
- فيت/ستاي نايت: Unlimited Blade Works
- عدن الشرق: الفيلم الأول: The King of Eden
- عدن الشرق: الفيلم الثاني: Paradise Lost
- فيلم البدلة المتنقلة جاندام 00: آ ويكينينغ أوف ذا تريلبليزر
- سلسلة أفلام توا نو كوؤن
  - توا نو كوؤن: الفصل الأول "البتلة الرغوية"
  - توا نو كوؤن: الفصل الثاني "رقصة الفوضى"
  - توا نو كوؤن: الفصل الثالث "عقوبة الأوهام"
  - توا نو كوؤن: الفصل الرابع "القلق القرمزي"
  - توا نو كوؤن: الفصل الخامس "عودة القاهر"
  - توا نو كوؤن: الفصل السادس "الأبد الأبدي"
- 009 ري:سايبورغ
- ماكيا: عندما تزهر زهرة الوعد
- سيرفامب Alice in the Garden

## أعماله في ألعاب الفيديو
- سانسارا ناغا
- سانسارا ناغا 2
- سانسارا ناغا 1x2
- ديب فير
- نوبوناغا نو يابو أونلاين
- سورسريان (إصدار بي سي إنجين)
- تيم إينوسنت: ذا بوينت أوف نو ريترن

## وصلات خارجية
- كينجي كاواي على موقع IMDb (الإنجليزية)
- كينجي كاواي على موقع ميوزك برينز (الإنجليزية)
- كينجي كاواي على موقع أول ميوزيك (الإنجليزية)
- كينجي كاواي على موقع ديسكوغز (الإنجليزية)
- كينجي كاواي على موقع قاعدة بيانات الفيلم (الإنجليزية)
- كينجي كاواي على موقع ANN person (الإنجليزية)